# Nukumanu
Nukumanu (noto in passato come Isole Tasman) è un atollo corallino, il territorio più remoto di Papua Nuova Guinea, essendo distante 432 km a nord-est dall'isola di Bougainville e 38 km dall'atollo di Ontong Java, l'isola più vicina, entrambi fanno parte della Polinesia periferica.

## Geografia
L'atollo ampio 21 km e lungo 17 km, consiste di uno stretto anello corallino pianeggiante che circonda una profonda laguna, aperto in cinque punti sul versante occidentale. La popolazione vive di sussistenza e coltiva banane, taro e palme da cocco.